# انتباج قطني
الانْتِباجُ القَطَنِيّ (الانتباج القطنيّ العجزيّ) هو منطقة واسعة من الحبل النخاعي (الشوكي) يعطي منطقة ارتباط للأعصاب التي تُغذي الأطراف السفلية.
يبدأ عند مستوى T11 وينتهي عند L2 ويبلغ محيطه حوالي 33 مم.
تحت الانتباج القطني يوجد المخروط النخاعي.
توجد منطقة مماثلة للأطراف العلوية وهي الانتباج الرقبي.

## صور أُخرى

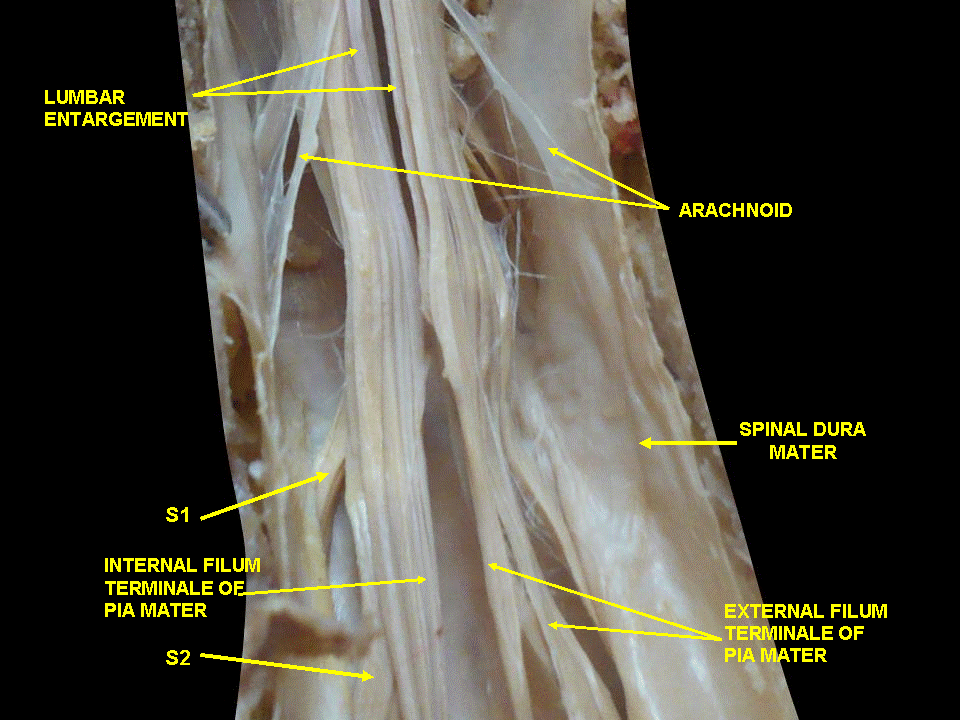
الحبل النخاعي، أغشيته وجذور الأعصاب (تشريح عميق والمنظر خلفي).

## وصلات خارجية
- درسٌ تشريحي حول lesson6spinalcord&coverings مُعدٌ بواسطة ويسلي نورمان (جامعة جورجتاون).
- صور تشريحية:02:08-0102 في مركز داونستيت الطبي التابع لجامعة نيويورك
- أطلس تشريح جامعة ميشيغان n3a5p3